# تحریک نوک پستان

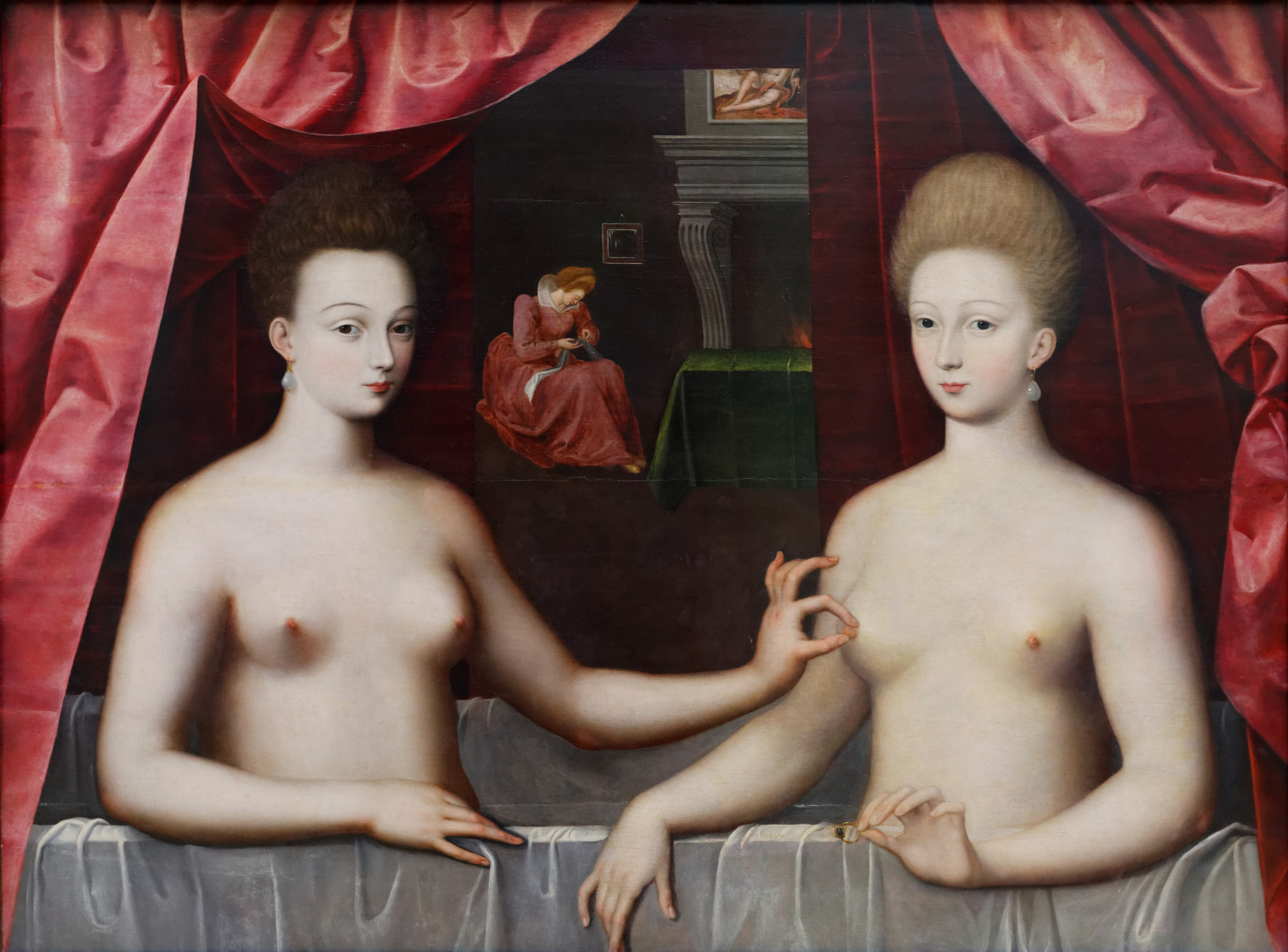
تحریک نوک پستان گابریل دیستری توسط خواهرش، حدود ۱۶۰۰ میلادی.

تحریک نوک‌پستان (به انگلیسی: Nipple stimulation) یا تحریک پستان (به انگلیسی: Breast stimulation) یک رفتار جنسی متداول در انسان است. این عمل می‌تواند بخشی از یک فعالیت جنسی دیگر نیز باشد و می‌تواند توسط افراد از جنسیت‌ها و گرایش‌های جنسی مختلف انجام شود. تحریک پستان معمولاً برای آغاز یا افزایش برانگیختگی جنسی انجام می‌شود.

## رشد و آناتومی
نوک پستان و هاله پستان هم در جنین پسر و هم در جنین دختر به صورت یکسان نمو پیدا می‌کنند. در دوران بلوغ جنسی، پستان مردان به صورت ابتدایی باقی می‌ماند اما پستان زنان به علت مقدار بیشتر استروژن و پروژسترون رشد می‌کند و بسیار حساس‌تر از پستان مردان می‌شود. پستان‌های کوچک حساس‌تر از پستان‌های بزرگ هستند.

## واکنش فیزیولوژیک

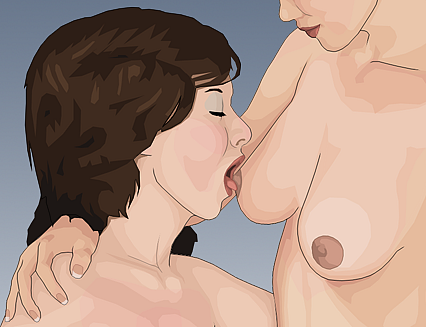
تحریک دهانی نوک پستان

تحریک نوک پستان ممکن است باعث ایجاد هیجان جنسی شود. نوک پستان‌های برانگیخته‌شده می‌تواند شاخصه‌ای از برانگیختگی جنسی فرد باشد. سینه‌ها و به خصوص نوک پستان، مناطق محرک احساسات جنسی هستند.
تحریک دهانی نوک پستان زنان و شیردهی، باعث تحریک ساخت و آزادسازی اکسی‌توسین و پرولاکتین می‌شود. و علاوه بر ایجاد احساسات مادری، اضطراب زنان را کاهش می‌دهد و باعث ایجاد حس اعتماد و دلبستگی می‌شود.
اکسی‌توسین در ایجاد برانگیختگی جنسی و رفتار جفت‌پیوندی نقش دارد. اما محققان در اینکه شیردهی به نوزاد باعث ایجاد احساسات جنسی می‌شود یا خیر، تردید دارند. برانگیختگی نوک پستان هم در هنگام شیردهی و هم درهنگام برانگیختگی جنسی رخ می‌دهد، که نتیجه آزادسازی اکسی‌توسین است. برانگیختگی نوک پستان ناشی از انقباض ماهیچه‌ای صاف است که توسط دستگاه عصبی خودگردان کنترل می‌شود. و یک محصول pilomotor رفلکس است که باعث برجستگی غاز می‌شود. یک بررسی در سال ۲۰۰۶ میلادی نشان داد که تحریک نوک پستان‌ها باعث ایجاد برانگیختگی جنسی در ۸۲٪ زنان جوان و ۵۲٪ مردان جوان می‌شود. در ۷–۸٪ افراد نیز تحریک نوک پستان‌ها باعث کاهش برانگیختگی جنسی شد.
شمار اندکی از زنان تنها با تحریک نوک پستان به اوج لذت جنسی می‌رسند. پیش از پژوهش اف‌ام‌آرآی کومیساروک بر روی تحریک نوک پستان در سال ۲۰۱۱ میلادی، گزارش‌های مبنی بر به ارگاسم رسیدن زنان توسط تحریک نوک پستان تنها بر شواهد حکایتی متکی بودند. پژوهش کومیساروک نقشه رابطه اندام‌های جنسی زنان با بخش‌های گوناگون مغز را تهیه کرد. این پژوهش نشان می‌دهد که احساس لمس نوک پستان در بخش‌هایی از مغز در یافت می‌شود که این بخش‌ها حس‌های واژن، کلیتوریس، گردن رحم را هم دریافت می‌کنند.